# Unusual Heat
Unusual Heat — седьмой студийный альбом хард-рок-группы Foreigner, выпущенный в 1991 году. До записи этого альбома Лу Грэмм, который был вокалистом, покинул группу и был заменён на Джонни Эдвардса. Альбом стал провальным в коммерческом плане и Лу Грэмм вернулся в группу в следующем году.

## Список композиций
1. «Only Heaven Knows» (Эдвардс, Джонс, Томас) — 4:47
2. «Lowdown and Dirty» (Эдвардс, Джонс, Томас) — 4:21
3. «I’ll Fight for You» (Эдвардс, Джонс, Томас) — 6:02
4. «Moment of Truth» (Эдвардс, Джонс, Томас) — 4:25
5. «Mountain of Love» (Эдвардс, Джонс, Томас) — 4:37
6. «Ready for the Rain» (Эдвардс, Джонс, Нортрап, Томас) — 5:02
7. «When the Night Comes Down» (Эдвардс, Джонс, Томас) — 4:43
8. «Safe in My Heart» (Джонс) — 4:32
9. «No Hiding Place» (Эдвардс, Джонс, Томас) — 3:55
10. «Flesh Wound» (Эдвардс, Джонс, Томас) — 4:17
11. «Unusual Heat» (Эдвардс, Джонс, Томас) — 4:32

## Участники записи
Foreigner:
- Джонни Эдвардс[англ.] — гитара, вокал, бэк-вокал
- Мик Джонс — гитара, клавишные, бэк-вокал
- Рик Уиллс — бас-гитара, бэк-вокал
- Деннис Эллиотт — ударные

Прочие участники:
- Тони Берд — перкуссии
- Анжела Каппелли — бэк-вокал
- Рэйчел Каппелли — бэк-вокал
- Ричард Коттл — клавишные
- Лени Гровес — бэк-вокал
- Феликс Криш — бас
- Иэн Ллойд[англ.] — бэк-вокал
- Томми Мандель[англ.] — клавишные
- Марк Ривера[англ.] — бэк-вокал
- Терри Томас[англ.] — гитара, клавишные, бэк-вокал
- Ванеса Томас[англ.] — бэк-вокал